# Łubniany
Pour la gmina, voir Łubniany (gmina).
Łubniany est une localité polonaise de la voïvodie et le powiat d'Opole. Elle est le siège de la gmina qui porte son nom.